# Sankt Clemens församling
Sankt Clemens församling var en församling i Visby i Visby stift. Församlingen uppgick omkring 1530 i Visby församling.
Sankt Clemens kyrkoruin utgör rester av församlingskyrkan.

## Administrativ historik
Församlingen bildades i slutet av 1000-talet genom utbrytning ur Sankt Pers församling. Församlingen uppgick omkring 1530 i Visby församling. 